# Void
Void er en kortfilm fra 2014 instrueret og med manuskript af Milad Alami og Aygul Bakanova.

## Handling
Filmen udforsker følelsen af tomhed og udspiller sig på en færge, hvor to mænd mødes. Den ene af mændene har en skjult dagsorden.